# Chasuarii
De Chasuarii waren een Germaanse stam die zich rond het begin van de jaartelling ophield grofweg in het huidige Noordrijn-Westfalen en het zuiden van Nedersaksen.
Over de naam van deze stam wordt gespeculeerd. Er is wel geopperd dat de naam verwijst naar “De bewoners van (het gebied van) de Hase (een zijrivier van de Eems)”. Een parallel wordt hierbij getrokken naar een woord als het Oudengels burgware "stadbewoners" of Baiuarii "Bewoners van het Boierland (Bohemen)".
Soms worden de Chasuarii gelijkgesteld met de Chattuarii.
Alemannen · Ambivarieten · Ambronen · Ampsivaren · Angelen · Angrivariërs · Asdingen · Baemi · Bajuwaren · Bastarnen · Bataven · Bourgondiërs · Bructeren · Cananefaten · Chamaven · Chasuarii · Chatten · Chattuarii · Chauken · Cherusken · Cimbren · Cugerni · Dulgubnii · Fosi · Franken · Frisii · Gepiden · Goten · Harii · Helisiërs · Hermunduren · Herulen · Juten · Lakringen · Lemoviërs · Longobarden · Lugiërs · Manimiërs · Marcomannen · Marobudui · Marsi · Mattiakken · Naharvalen · Nemeten · Nerviërs · Ostrogoten · Quaden · Rugiërs · Saksen · Semnonen · Silingen · Sitones · Skiren · Sueben · Sugambren · Suiones · Tencteren · Teutonen · Toxandriërs · Triboken · Tubanten · Tudri · Tungri · Ubiërs · Usipeten · Vandalen · Vangionen · Visigoten · Volcae · Warnen
Germani cisrhenani:
Caerosi · Condrusi · Eburonen · Paemani · Segni
Stamverenigingen:
Herminones · Ingvaeones · Istvaeones